# ATC code A09
ATC code A09 داروهای کمک به هضم، از جمله آنزیم‌ها زیرگروهی درمانی از سیستم طبقه‌بندی شیمیایی درمانی آناتومیک است. این سیستمِ متشکل از کدهای حرفی‌عددی را سازمان جهانی بهداشت برای طبقه‌بندی داروها و سایر تولیدات پزشکی ایجاد کرده است. زیرگروه A09 جزوی از گروه آناتومیک A مجرای گوارش و متابولیسم است.

کدهای مورد استفاده در دامپزشکی (کدهای ATCvet) را می‌توان با گذاشتن حرف Q جلو کدهای انسانی ATC ایجاد کرد: مثلاً QA09. 
ممکن است نسخه‌های ملی از طبقه‌بندی ATC حاوی کدهای اضافه‌ای باشند که در این فهرست (نسخهٔ سازمان جهانی بهداشت) نیامده باشند.

## A09A داروهای کمک بههضم، شامل آنزیم‌ها

### A09AAآنزیمpreparations
A09AA01 Diastase
A09AA02 Multienzymes (لیپاز, پروتئاز, etc.)
A09AA03 پپسین
A09AA04 Tilactase

### A09AB Acid preparations
A09AB01 اسید گلوتامیک hydrochloride
A09AB02 تری‌متیل‌گلیسین
A09AB03 هیدروکلریک اسید
A09AB04 سیتریک اسید

### A09AC Enzyme and acid preparations, combinations
A09AC01 پپسین and acid preparations
A09AC02 Multienzymes and acid preparations